# Xinghua
Xinghua léase Sin-Juá (en chino, 兴化市; pinyin, Xīnghuà shì) es un municipio bajo la administración directa de la Prefectura Taizhou en la provincia de Jiangsu, República Popular China. Su área es de 2395 km² y su población total para 2010 superó el 1,25 millón de habitantes.

## Administración
El municipio de Xinghua se divide en 26 pueblos que se administran en 3 subdistritos, 22 poblados y 1 villa.